# Globo d'oro alla carriera
Il Globo d'oro alla carriera è un premio assegnato ogni anno alla carriera dal 1995. 

## Globo d'oro alla carriera

### Anni 1990
- 1995: Mario Monicelli
- 1996: Vittorio Gassman
- 1997: Tonino Guerra
- 1998: Sophia Loren e Marcello Mastroianni
- 1999: Giuseppe Rotunno

### Anni 2000
- 2000: Bernardo Bertolucci, Piero Tosi, Alberto Sordi, Monica Vitti e Suso Cecchi D'Amico
- 2001: Ennio Morricone e Carlo Di Palma
- 2002: Francesco Rosi
- 2003: Ettore Scola e Armando Trovajoli
- 2004: Ugo Pirro e Virna Lisi
- 2005: Paolo e Vittorio Taviani e Tonino Delli Colli
- 2006: Gillo Pontecorvo e Stefania Sandrelli
- 2007: Marco Bellocchio e Ornella Muti
- 2008: Liliana Cavani e Giuliano Gemma
- 2009: Carlo Lizzani e Lina Wertmüller

### Anni 2010
- 2010: Ermanno Olmi, Giancarlo Giannini e Vittorio Storaro
- 2011: Vincenzo Cerami e Nicola Piovani
- 2012: Michele Placido
- 2013: Giuseppe Tornatore
- 2014: Claudia Cardinale
- 2015: Dante Ferretti
- 2016: Roberto Benigni e Nicoletta Braschi
- 2017: Dario Argento
- 2018: Gianni Amelio
- 2019: Vanessa Redgrave e Franco Nero

### Anni 2020
- 2020: Sandra Milo[1]
- 2021: Giuliano Montaldo[2]
- 2022: Carlo Verdone
- 2023: Francesco Nuti (postumo)
- 2024: Monica Bellucci
- 2025: Pupi Avati